# Liste der Bodendenkmäler in Olpe
Die Liste der Bodendenkmäler in Olpe führt die Bodendenkmäler der sauerländischen Stadt Olpe auf. 
| Nummer | Lage                                | Beschreibung                         | Denkmal seit | Bild |
| ------ | ----------------------------------- | ------------------------------------ | ------------ | ---- |
| 1      | Kleusheim, Engelsberg               | Trigonometrischer Punkt „Engelsberg“ |              |      |
| 2      | Kleusheim, östlich des Engelsberges | Hohlwegbündel                        |              |      |
| 3      | südlich von Neger                   | Landwehr                             |              |      |
| 4      | Elpertshagen                        | Bergbaugebiet „Elpertshagen“         |              |      |
| 5      | Kupferseifen                        | Bergbaugebiet „Kupferseifen“         |              |      |
| 6      | westlich von Rhode                  | Reste des Römerweges                 |              |      |
| 7      | südöstlich von Neuenwald            | Hohlwegbündel                        |              |      |
| 8      | Am Twilkenberg                      | Hohlwegbündel                        |              |      |
| 9      | Römerweg südlich Quinhagen          | Hohlwegbündel                        |              |      |
| 10     | Am Fahlenscheider Kopf              | Hohlwege                             |              |      |